# Apiocera longicauda
Apiocera longicauda är en tvåvingeart som beskrevs av Paramonov 1961. Apiocera longicauda ingår i släktet Apiocera och familjen Apioceridae. Inga underarter finns listade i Catalogue of Life.